# Székesfehérvári SZC Jáky József Technikum
A Székesfehérvári SZC Jáky József Technikum egy jelentős középfokú oktatási intézmény Székesfehérváron, amely a Székesfehérvári Szakképzési Centrum tagintézményeként működik. Az iskola célja, hogy magas színvonalú technikumi képzést nyújtson a diákoknak, különös tekintettel a műszaki és informatikai területekre.

## Története
Az iskola névadója, Jáky József, a magyar építészet és műszaki oktatás kiemelkedő alakja volt. Az intézmény hosszú múltra tekint vissza, és az évek során számos változáson ment keresztül, hogy alkalmazkodjon a kor igényeihez. A Székesfehérvári Szakképzési Centrumhoz való csatlakozása óta az iskola még szorosabban együttműködik a helyi gazdasági szereplőkkel és a munkaerőpiac igényeivel. Az iskola 1950-ben alapult, és azóta is elöljáró iskola a műszaki területeken, kiemelten az építőipari és a földmérési területeken, de időközben előbb kiegészült a képzési paletta informatikai képzésekkel és rendészeti képzéssel.

## Képzési kínálat
A Székesfehérvári SZC Jáky József Technikum számos technikumi képzést kínál, amelyek közül kiemelkednek:
Építőipar ágazat:
- Magasépítő technikus
- Okl. Magasépítő technikus

- Útépítő, vasútépítő- és fenntartó technikus

Informatika és távközlés ágazat:
- Informatikai rendszer- és alkalmazás-üzemeltető technikus

Mezőgazdaság és erdészet ágazat:
- Okl. Földmérő, földügyi és térinformatikai technikus

Rendészet és közszolgálat ágazat:
- Közszolgálati technikus - Rendészeti technikus szakiránnyal (angol nyelvi előkészítővel)

Az iskola célja, hogy a diákokat gyakorlatorientált képzéssel készítse fel a munkaerőpiacra, miközben lehetőséget biztosít a továbbtanulásra is.

## Infrastruktúra
Az intézmény modern tantermekkel, laboratóriumokkal és műhelyekkel rendelkezik, amelyek lehetővé teszik a gyakorlati oktatást. Az iskola folyamatosan fejleszti infrastruktúráját, hogy lépést tartson a technológiai fejlődéssel és a képzési követelményekkel.

## Kapcsolatok és együttműködések
A Székesfehérvári SZC Jáky József Technikum szoros kapcsolatot ápol a helyi vállalatokkal és ipari szereplőkkel, lehetőséget biztosítva a diákok számára szakmai gyakorlatok és duális képzések keretében történő tapasztalatszerzésre. Emellett az iskola részt vesz különböző nemzetközi projektekben és csereprogramokban is. 
Az iskolának ágazatokhoz és azon belül szakokhoz illően vannak cégekkel együttműködései, mint például az Építőipar ágazatnak, a magasépítő technikus szakon a Fejér-B.Á.L Zrt., vagy az útépítő szaknak a Strabag vagy a Swietelsky, emellett az Informatika és távközlés ágazat partnere a British Telecom, azaz a BT.
Az iskola együttműködésben áll az Óbudai Egyetem Alba Regia Műszaki Karával is, ahova közvetlenül lehet az iskolából az okleveles technikusi képzésekről jutni.